# Baselga di Piné
Baselga di Piné é uma comuna italiana da região do Trentino-Alto Ádige, província de Trento, com cerca de 4.427 habitantes. Estende-se por uma área de 40 km², tendo uma densidade populacional de 111 hab/km². Faz divisa com Valfloriana, Segonzano, Lona-Lases, Bedollo, Telve, Palù del Fersina, Fornace, Sant'Orsola Terme, Pergine Valsugana.